# Haplostylus erythraeus
Haplostylus erythraeus är en kräftdjursart som beskrevs av Robby August Kossmann 1877. Haplostylus erythraeus ingår i släktet Haplostylus och familjen Mysidae. Inga underarter finns listade i Catalogue of Life.